# Jevhen Stankovyč
Jevhen Fedorovyč Stankovyč (*19. září 1942, Svaljava) je současný ukrajinský skladatel, předseda Svazu skladatelů Ukrajiny (od roku 2005).
Narodil se 19. září 1942 v městě Svaljava v Zakarpatí. Studoval kompozici u Adama Soltise na Lvovské státní hudební akademii M. Lysenka (1962-1963), u Boryse Ljatošynskeho a Myroslava Skoryka v Kyjevské státní hudební akademií P. Čajkovskeho (1965-1970). Působil jako redaktor v hudebním vydavatelství „Muzyčna Ukrajina“ (Hudební Ukrajina, 1970-1976). Od roku 1988 je profesorem Státní hudební akademie Ukrajiny, vedoucí katedry kompozice. Nositel řady státních vyznamenání Ukrajiny a mezinárodních ocenění (Mezinárodní cena skladatelů UNESCO, soutěž Evropského rádia). Je akademikem Akademií umění Ukrajiny (od roku 1997).
Jevhen Stankovyč je autorem dvanácti symfonii, pěti baletů, jedné opery, řady instrumentálních koncertů a filmové hudby.

## Seznam hlavních děl

### Opery a balety
- 1978 «Když kvete kapradí», folková opera, libreto A. Stelmašenko.
- 1982 «Olga», balet, libreto J. Illenko.
- 1985 «Prométheus-Rasputin», balet, libreto J. Illenko.
- 1988 «Májová noc», balet, libreto podle předlohy Nikolaje Gogola.
- 1990 «Štědrovečerní noc», balet, podle předlohy Nikolaje Gogola.
- 1999 «Vikingové», balet, libreto O. Bystruškina.

### Vokální a symfonická díla
- 1976 Symfonie č.3 pro sólistu a smíšený sbor a symfonický orchestr, slova Pavla Tyčyny
- 1978—2000 «Kupalo», 2. část opery «Květ kapradí», pro sbor.
- 1985 Symfonický diptych a cappella, slova Tarase Ševčenka.
- 1991 Rekviem «Babin Jar» pro tenor, bas, sbor a orchestr, slova Dmytro Pavlyčko.
- 1991 «Černá elegie», pro sbor a orchestr, slova P.Movčan.
- 1993 «Panychida za zemřelé hladem pro solisty, dva smíšené sbory, recitátora a symfonický orchestr, slova Dmytro Pavlyčko.
- 1994 «Ať přijde Tvé království» text Bible, pro smíšený sbor a symfonický orchestr.
- 1997 Díla pro ženský sbor a cappella.
- 1998 Díla pro smíšený sbor a cappella podle slov Ivana Franka.
- 1998 «Hospodine, pane náš», Koncert pro sbor a capella, texty z Bible.
- 1999 Žalm č. 27 pro mužský sbor «Vzývám Tě, o Hospodine».
- 1999 Žalm č. 22 pro ženský sbor.
- 2000 Žalm č. 83 pro smíšený sbor a cappella.
- 2001 «Slovo o pluku Igorově» pro soprano, tenor, baryton, bas, smíšený sbor a symfonický orchestr.